# Gomal (huyện)
Gomal là một huyện thuộc tỉnh Paktika, Afghanistan. Dân số thời điểm năm 1999 là 6,366 người.